# Annabergita
L'annabergita és un mineral de la classe dels arsenats. Henry J. Brooke i William Hallowes Miller li van donar nom l'any 1852 en honor d'una de les seves dues localitats tipus, la localitat alemanya d'Annaberg. És l'ànaleg amb níquel de l'eritrita, amb la qual forma una sèrie. Pertany al grup vivianita.

## Propietats
L'annabergita és un mineral que consisteix en un arsenat de níquel hidratat, Ni₃(AsO₄)₂(H₂O)₈, que cristal·litza en el sistema monoclínic. És isomorfa amb la vivianita i l'eritrita. Els cristalls són petits i capil·lars, i es troba generalment massiu o en incrustacions. El color verd poma és el seu tret més característic.
Segons la classificació de Nickel-Strunz, l'annabergita pertany a «08.CE: Fosfats sense anions addicionals, amb H₂O, només amb cations de mida mitjana, RO₄:H₂O sobre 1:2,5» juntament amb els següents minerals: chudobaïta, geigerita, newberyita, brassita, fosforrösslerita, rösslerita, metaswitzerita, switzerita, lindackerita, ondrušita, veselovskýita, pradetita, klajita, bobierrita, arupita, barićita, eritrita, ferrisimplesita, hörnesita, köttigita, manganohörnesita, parasimplesita, vivianita, pakhomovskyita, simplesita, cattiïta, koninckita, kaňkita, steigerita, metaschoderita, schoderita, malhmoodita, zigrasita, santabarbaraïta i metaköttigita.

## Formació i jaciments
Es tracta d'un mineral rar que es troba a les zones d'oxidació dels dipòsits de Ni-Co-As. Es troba amb altres minerals de níquel, dels quals acostuma a ser producte de la seva alteració, i associat a retgersita, niquelskutterudita, niquelina, maucherita i gersdorffita.
L'annabergita és un mineral de distribució mundial que ha estat trobat en tots els continents excepte l'Antàrtida. A Catalunya se n'ha trobat a la mina Solita a Peramea (Pallars Sobirà, Lleida); a la mina Balcoll, a Falset, a la mina «Iris 18» d'Escornalbou, a Riudecanyes (Baix Camp), i a la mina Linda Mariquita a El Molar (Priorat) i a la mina Atrevida a Vimbodí (Conca de Barberà), aquests tres últims indrets situats a la província de Tarragona.

## Varietats
Annabergita magnèsica cobaltífera
L'annabergita magnèsica cobaltífera (Cobaltoan magnesian annabergite en anglès) és una varietat d'annabergita que conté Co2+ i magnesi, amb fórmula (Ni,Mg,Co)₃[AsO₄]₂·8H₂O. Només s'ha trobat fins ara al districte Bou Azzer, Souss-Massa-Draâ, Marroc.
Cabrerita
La cabrerita (of Dana), o annabergita magnèsica, és una varietat que reemplaça el níquel i el possible cobalt per magnesi, amb fórmula (Ni, Mg)₃[AsO₄]₂·8H₂O. Rep el seu nom del lloc on va ser descobert: Sierra Cabrera (Almeria, Espanya).
Dudgeonita
La dudgeonita, o annabergita càlcica, és la varietat d'annabergita en la qual una porció de níquel se substitueix per calci. És de color blanc. Va ser descoberta per P. Dudgeon a Creetown, Escòcia.
Annabergita de zinc
L'annabergita de zinc (en anglès Zincian annabergite) és la varietat que conté zinc en substitució del níquel, i és de color rosat.